# El Nigromante
El Nigromante är en ort i Mexiko.   Den ligger i kommunen Pinos och delstaten Zacatecas, i den centrala delen av landet, 400 km nordväst om huvudstaden Mexico City. El Nigromante ligger 2 212 meter över havet och antalet invånare är 2 200.
Terrängen runt El Nigromante är platt åt nordost, men åt sydväst är den kuperad. Terrängen runt El Nigromante sluttar österut. Runt El Nigromante är det ganska glesbefolkat, med 21 invånare per kvadratkilometer. El Nigromante är det största samhället i trakten. Omgivningarna runt El Nigromante är i huvudsak ett öppet busklandskap.